# Хаслер, Николас
Ни́колас Ха́слер (нем. Nicolas Hasler; 4 мая 1991, Вадуц, Лихтенштейн) — лихтенштейнский футболист, полузащитник клуба «Вадуц» и капитан сборной Лихтенштейна. Сын Райнера Хаслера.

## Карьера

### Клубная
Воспитанник клуба «Тризен», откуда в 2003 году перебрался «Бальцерс», где выступал до 2010 года, проведя за это время 18 матчей и забив в них 4 мяча.
В 2011 году подписал контракт с «Вадуцем». В июне 2017 года покинул «Вадуц», не сумев достигнуть договорённости по условиям нового контракта по истечении предыдущего.
13 июля 2017 года заключил контракт с канадским клубом MLS «Торонто». Дебютировал в североамериканской лиге 5 августа в матче против «Ди Си Юнайтед». Первый гол в MLS забил 19 августа в ворота «Чикаго Файр». В составе «Торонто» стал чемпионом MLS 2017, но непосредственно в финальном матче за Кубок MLS участия не принял, оставшись в запасе.
20 июля 2018 года «Торонто» обменял Николаса Хаслера в «Чикаго Файр» на Хона Бакеро и $50 тыс. в распределительных средствах. За «Чикаго» дебютировал 28 июля в матче против своего бывшего клуба «Торонто». 28 марта 2019 года «Чикаго Файр» отчислил Хаслера, освободив место иностранного игрока для Николаса Гайтана.
2 апреля 2019 года Хаслер подписал контракт со «Спортингом Канзас-Сити». Дебютировал за «Спортинг» 7 апреля в матче против «Цинциннати». По окончании сезона 2019 контракт Хаслера со «Спортингом КС» истёк.
После двух с половиной лет в Северной Америке Хаслер вернулся в швейцарскую Суперлигу — 14 января 2020 года подписал полугодичный контракт с клубом «Тун».
22 мая 2022 года вернулся в «Вадуц», выступающий в челлендж-лиге. С командой подписал контракт до 2025 года.

### В сборной
В молодёжной сборной Лихтенштейна провёл 10 матчей. В основной сборной дебютировал в товарищеской встрече 11 августа 2010 года против сборной Исландии и сыграл в целом за карьеру 91 раз.

## Достижения
Клубные
«Вадуц»
- Победитель швейцарской Челлендж-лиги (1): 2013/14
- Обладатель Кубка Лихтенштейна (4): 2013, 2014, 2015, 2016

«Торонто»
- Чемпион MLS (Обладатель Кубка MLS) (1): 2017
- Победитель регулярного сезона MLS (1): 2017

Индивидуальные
- Футболист года в Лихтенштейне (2): 2015, 2017
- Молодой футболист года в Лихтенштейне (2): 2011, 2012